# Stazione di Bruxelles Sud
La stazione di Bruxelles Sud (in francese gare de Bruxelles-Midi, in olandese station Brussel-Zuid) è la stazione ferroviaria principale dell'area metropolitana di Bruxelles, in Belgio, e si trova nel comune di Saint-Gilles.